# Нарядово (Тверская область)
Нарядово — деревня в Зубцовском районе Тверской области. Входит в состав Вазузского сельского поселения.

## География
Находится в южной части Тверской области у южной окраины районного центра города Зубцов на правом берегу Вазузы.

## История
Деревня была отмечена еще на карте Менде (состояние местности на 1848 год). В 1859 году здесь (деревня Зубцовского уезда Тверской губернии) было учтено 14 дворов, в 1941—32.

## Население
Численность населения: 71 человек (1859 год), 5 (русские 100 %) в 2002 году, 1 в 2010.